# Wielikowo (rejon gorochowiecki)
Wielikowo (ros. Великово) – wieś (dieriewnia) w Rosji, w obwodzie włodzimierskim, w rejonie gorochowieckim. W 2010 liczyła 618 mieszkańców.